# Schergerät
|                                          | Dieser Artikel wurde im Portal Werkstoffe zur Verbesserung eingetragen. Hilf mit, ihn zu bearbeiten, und beteilige dich an der Diskussion! |
| Vorlage:Portalhinweis/Wartung/Werkstoffe | |

Ein Schergerät ist eine Messversuchsanordnung zur Messung der Scherfestigkeit einer Materialprobe. In der Bodenkunde werden verschiedene Arten von Schergeräten zur Prüfung der Festigkeit von Bodenproben eingesetzt.